# Seznam angleških zdravnikov
Seznam angleških zdravnikov.

## A
- Saul Adler
- Mark Akenside

## B
- Roger Bannister
- George Bass
- Benjamin Collins Brodie, 1st Baronet
- Charles Brian Blagden

## F
- Ronald Fisher

## H
- J. B. S. Haldane
- William Hewson
- Thomas Hodgkin

## J
- John Hughlings Jackson
- Edward Jenner

## K
- John Kidd

## L
- Joseph Lister
- Martin Lister

## N
- Denis Noble

## P
- John William Polidori